# Tomba Barberini
La Tomba Barberini è una tomba principesca scoperta casualmente nel 1855 a Palestrina.

## Descrizione

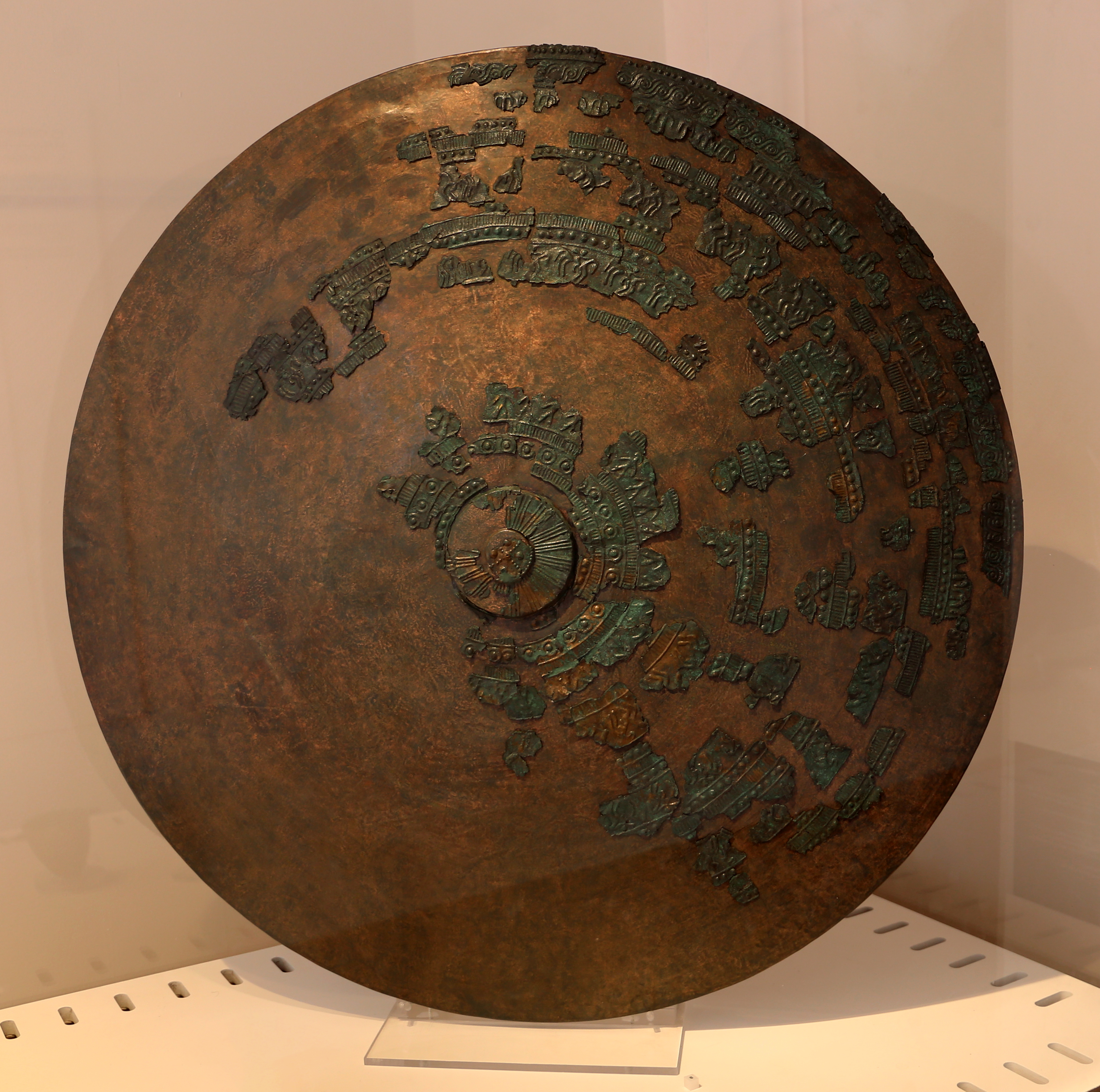
Scudo in bronzo

La tomba fu scoperta casualmente nel 1855, ma della sua ubicazione e della sua descrizione non rimane alcuna documentazione.
Si tratta comunque di uno dei più importanti ritrovamenti riferibili alle popolazioni storiche del Lazio, sia per l'epoca in cui avvenne, sia per il materiale ritrovato, oggi esposto nel Museo archeologico nazionale di Palestrina e Museo nazionale etrusco di Villa Giulia.

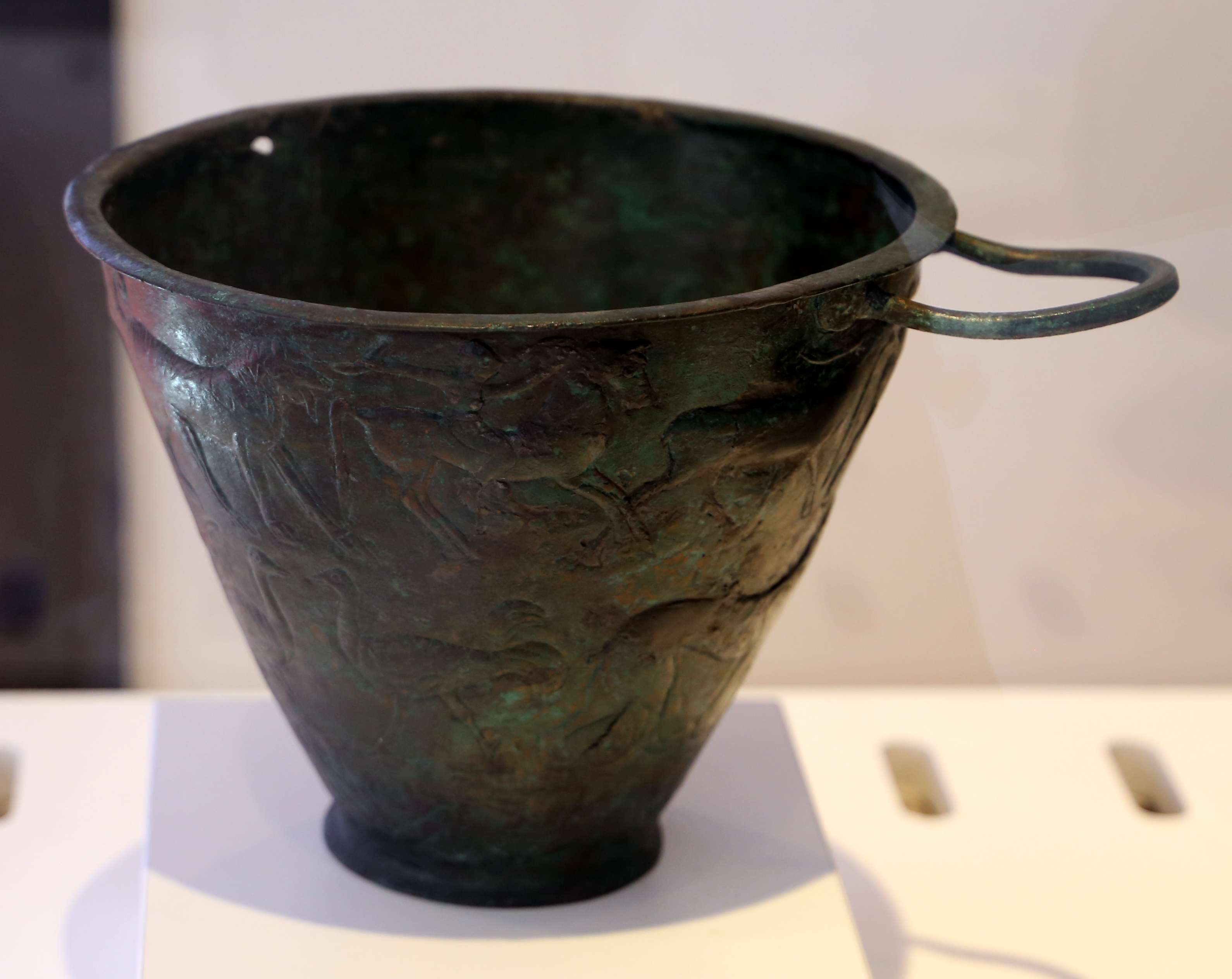
Bicchiere in bronzo

Dagli arredi, un trono, uno scudo e un lebete su sostegno, gli studiosi hanno attribuito la tomba ad un capo guerriero, la cui sepoltura avvenne in un periodo compreso tra il 670 a.C. e il 650 a.C. . Oltre ai tre precedenti reperti, tutti in bronzo, nella tomba sono stati rinvenuti alcuni oggetti (ad esempio un pettine), in oro e avorio.
La somiglianza di questi oggetti d'oro e d'avorio con quelli ritrovati nella Tomba Regolini-Galassi di Cerveteri, ora esposti ai Musei Vaticani, è portata a sostegno dell'ipotesi dell'influenza etrusca nell'antica città di Preneste.